# Isotopes du bohrium
Le bohrium (Bh, numéro atomique 107) est un élément synthétique qui n'a par conséquent pas de masse atomique standard. Comme tous les éléments synthétiques, il ne possède aucun isotope stable. Le premier isotope synthétisé est 262Bh en 1981. Onze radioisotopes sont connus, de 260Bh à  274Bh, ainsi qu'un isomère, 262mBh. L'isotope à la plus grande durée de vie connue est 270Bh avec une demi-vie d'environ 3 minutes.

## Table des isotopes
| Symbole du nucléide | Z (p)                | N (n)                | Masse isotopique (u) | Demi-vie               | Modes de désintégration, | Isotope(s) fils | Spin nucléaire |
| Symbole du nucléide | Énergie d'excitation | Énergie d'excitation | Énergie d'excitation | Demi-vie               | Modes de désintégration, | Isotope(s) fils | Spin nucléaire |
| ------------------- | -------------------- | -------------------- | -------------------- | ---------------------- | ------------------------ | --------------- | -------------- |
| 260Bh               | 107                  | 153                  | 260,12166(26)#       | 41(14) ms              | α                        | 256Db           |                |
| 261Bh               | 107                  | 154                  | 261,12146(22)#       | 12,8(3,2) ms           | α (95 %?)                | 257Db           | (5/2−)         |
| 261Bh               | 107                  | 154                  | 261,12146(22)#       | 12,8(3,2) ms           | FS (5 %?)                | (divers)        | (5/2−)         |
| 262Bh               | 107                  | 155                  | 262,12297(33)#       | 84(11) ms              | α (80 %)                 | 258Db           |                |
| 262Bh               | 107                  | 155                  | 262,12297(33)#       | 84(11) ms              | FS (20 %)                | (divers)        |                |
| 262mBh              | 220(50) keV          | 220(50) keV          | 220(50) keV          | 9,5(1,6) ms            | α (70 %)                 | 258Db           |                |
| 262mBh              | 220(50) keV          | 220(50) keV          | 220(50) keV          | 9,5(1,6) ms            | FS (30 %)                | (divers)        |                |
| 264Bh               | 107                  | 157                  | 264,12459(19)#       | 1,07(21) s             | α (86 %)                 | 260Db           |                |
| 264Bh               | 107                  | 157                  | 264,12459(19)#       | 1,07(21) s             | FS (14 %)                | (divers)        |                |
| 265Bh               | 107                  | 158                  | 265,12491(25)#       | 1,19(52) s             | α                        | 261Db           |                |
| 266Bh               | 107                  | 159                  | 266,12679(18)#       | 2,5(1,6) s             | α                        | 262Db           |                |
| 267Bh               | 107                  | 160                  | 267,12750(28)#       | 22(10) s [17(+14−6) s] | α                        | 263Db           |                |
| 270Bh               | 107                  | 163                  | 270,13336(31)#       | 3,8(3,0) min           | α                        | 266Db           |                |
| 271Bh               | 107                  | 164                  | 271,13526(48)#       | 1,5 s                  | α                        | 267Db           |                |
| 272Bh               | 107                  | 165                  | 272,13826(58)#       | 8,8(2,1) s             | α                        | 268Db           |                |
| 274Bh               | 107                  | 167                  | 274,14355(65)#       | 0,9 min                | α                        | 270Db           |                |

1. ↑  Abréviations :
FS : fission spontanée.
2. ↑  Pas directement synthétisé, fait partie de la chaîne de désintégration de 272Rg
3. ↑  Pas directement synthétisé, fait partie de la chaîne de désintégration de 278Nh
4. ↑  Pas directement synthétisé, fait partie de la chaîne de désintégration de 282Nh
5. ↑  Pas directement synthétisé, fait partie de la chaîne de désintégration de 287Mc
6. ↑  Pas directement synthétisé, fait partie de la chaîne de désintégration de 288Mc
7. ↑  Pas directement synthétisé, fait partie de la chaîne de désintégration de 294Ts